# Corcovado (wulkan)
Corcovado – stratowulkan zlokalizowany w Chile w południowych Andach w regionie Los Lagos na terenie Parku Narodowego Corcovado o wysokości 2300 m n.p.m.